# Nemrtvý

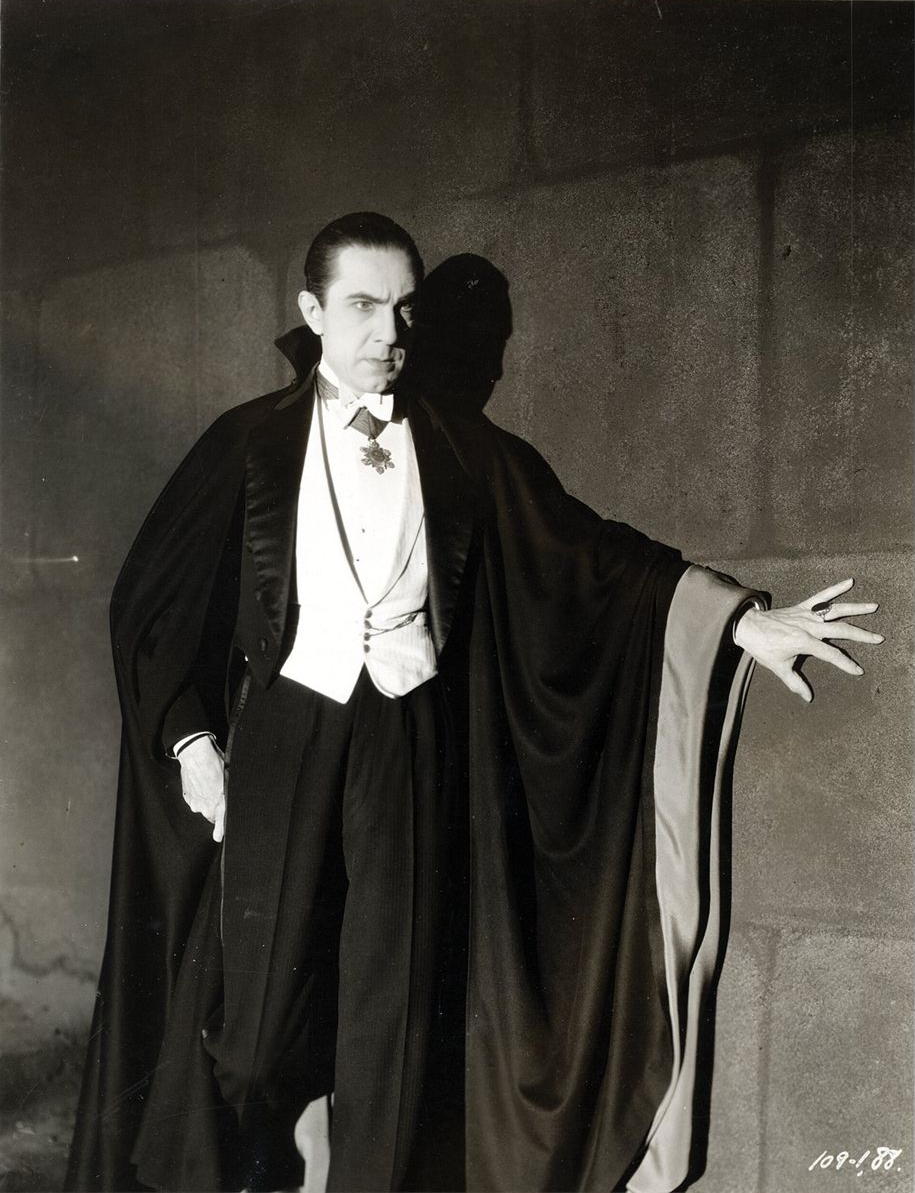
Bela Lugosi jako Drákula, ikonické zpodobnění upíra - nemrtvého v populární kultuře

Pojem nemrtvý označuje v hororu a fantasy, případně v dalších fantastických žánrech, osobu která zemřela a poté byla oživena pomocí černé magie, konkrétně často nazývané nekromantie. Kromě toho se takové bytosti mohou také navracet do světa živých z důvodů nevyřešených záležitostí, touhy po pomstě nebo v důsledků hříchů či kletby za svého života – v takovém případě představují fiktivní obdobu hmotných revenantů a nehmotných přízraků známých z mýtů a pověstí. Nemrtví si mohou zachovávat duši a osobnost, kterou měli za svého života, či být naopak bezduchými monstry, taktéž se může jednat o těla zemřelých posedlá zlovolnou bytostí, ve folklóru je příkladem takové bytosti indický vétála.
Slovo nemrtvý je kalkem z anglického undead, které popularizoval Bram Stoker ve svém románu Drákula z roku 1897, který měl být původně dokonce pojmenován The Un-Dead. Před tím se slovo undead používalo ve více doslovném smyslu jako „živý“ nebo „nikoliv mrtvý“.. Stoker používal slovo nemrtvý pouze pro upíry, až později slovo získalo širší význam.
Mezi nejčastější nemrtvé v populární kultuře patří:
- různé personifikace Smrti
- upír – revenant ze slovanského folklóru
- přízrak, duch
- banshee – irská obdoba bílé paní
- ghúl – druh džina pojídajícího lidi z arabského folklóru
- lich – umělý výtvor inspirovaný ruským kostějem
- zombie – mrtvola oživená čarodějníkem v haitském vúdú
- mumie
- kostlivec – středověká personifikace smrti

## Nemrtví v kultuře

### Nemrtví ve fantasy světech

#### Středozem
Prstenové přízraky – nazgûly – můžeme řadit mezi nemrtvé, oživené mocí Prstenů. Za zmínku stojí, že v některých konceptech jim Tolkien přisuzoval, že jen velmi neradi vstupují do tekoucí vody – což je vlastnost příznačná pro některé nemrtvé. Typičtějšími nemrtvými jsou přízraky ze Stezek Mrtvých. Ve Středozemi se vyskytuje i upír – Thuringwethil, ale nejedná se o nemrtvého, nýbrž o Maiu (démona).

#### Harry Potter
Jako neživí jsou zde označováni lidé, kteří jsou po své smrti pomocí černé magie přiměni plnit příkazy svého "pána", tedy kouzelníka, který je takto zakleje. V případě HP série se jedná především o nemrtvé stvořené Lordem Voldemortem.

#### Zeměplocha
V rámci Zeměplochy jsou za nemrtvé označovány ty bytosti, které po své smrti nezemřou, ale dál se chovají jako živí. Na Zeměploše se vyskytují zombie (především kniha Sekáč), upíři (Carpe Jugulum, Pravda) a mumie (Pyramidy).
Ve všech knihách se potom jako jedna z vedlejších postav vyskytuje Smrť.

#### Warcraft
Ve světě Warcraft je část nemrtvých součástí orčí hordy. Její vznik zapříčinil vypuknutí Třetí války, kdy byly obyvatelé přeměněni na nemrtvé za pomoci nakažených obilných semen z Andorhalu a magie nekromacerů, vyznávajících víru v krále lichů Ner´zhula. Po porážce armády nemrtvých u hory Hyjal, se rozděluje na dvě frakce. První se pod vedením Arthase stahuje na mrazivý kontinent Northrend, druhá se pod vedením lady Sylvanas osamostatní na vlastní národ jménem Opuštění (v originále Forsaken), kteří se přidají k Hordě. Opuštění chtějí kompletně vymýtit Pohromu kvůli dávné pomstě. Ve světě Warcraftu jsou nemrtví děleni na ghůly, pekelné ďábly, nekromancery, hnusy, duchy, mrazivé Wyrmy a podobně.

#### Twilight
Jako nemrtví zde byli označováni upíři.
Ve městě Volterra podle knihy žije "královská rodina" tohoto druhu, stará více než 3000 let. Tito Volturiovi (3 bratři – Marcus, Caius a Aro) jsou jakýmisi upířími "policisty" – starají se o eliminaci těch upírů, kteří by na sebe upoutávali přílišnou pozornost (v knize zmíněné upíří války v Mexiku). Toho využije Edward při plánování sebevraždy poté, co si myslí, že je Bella mrtvá. Volturiovi byli původně čtyři – ačkoliv s nimi nebyl pokrevně spřízněný a taky byl mladší (slabší), Carlisle k nim dřív patřil a na přátelství s Arem se také odvolává ve čtvrtém dílu série. Kolem Volturienových jsou i další, třeba Jane a její bratr Alec. Oba dva mají zvláštní schopnosti, které jsou jakoby vlastně svým opakem. Jane dokáže způsobit bolest jen pouhou myšlenkou a Alec způsobí, že necítíte nic (ochromí všechny vaše smysly).

#### Monkey Island
Nemrtvý je především kapitán LeChuck, který se v prvním dílu objevuje jako duch, ve druhém coby tlející mrtvola a ve třetím jako pekelník. Zpravidla je doprovázen svou posádkou, která je ve stejném stavu.

#### Might and Magic
Ve světě her Might & Magic se nemrtví objevují ve všech možných formách – chodící zombie, nekromanti, lichové atp.

#### Duna
Ve vesmíru Duny se objevují tzv. gholové, což jsou zemřelí lidé, z jejichž mrtvoly byla vypěstována jejich genetická kopie. V pozdějších pokračováních se dokonce podaří osvojit si techniky, s jejichž pomocí lze u gholů vyvolat původní vzpomínky, takže takový člověk může žít prakticky věčně.

#### Malazská kniha padlých
V Malazské knize padlých existuje celá rasa nemrtvých jménem T'lan Imassové. Jde o potomky či spíše předky lidí, kteří se zhruba 30 000 let před začátkem děje hlavní románové sérii dobrovolně stali nemrtvými pomocí obrovského magického Obřadu Telann, aby mohli zvítězit ve válce s mocnou rasou Jaghutů, která je zotročovala. Následná série tzv. jaghutských válek se táhle více než tři tisíce let a skončila prakticky úplným vyhlazením Jaghutů.
T'lan Imassové připomínají vzhledem vysušené mumie či kostry navlečené většinou v rozpadajících se kožených či kožešinových oděvech, a ozbrojené kamennými či pazourkovými zbraněmi, protože zpracování kovů ještě nebylo v době jejich vzniku lidem známo. Stále si udržují členění na původní kmeny (např. Logros T'lan Imass), jejich šamani se nazývají kostějové. Každý jedinec je mentálně spojen s ostatními členy svého kmene, třebaže toto spojení lze vůlí přerušit. Mezi sebou se T'lan Imassové dorozumívají telepaticky, s lidmi jsou schopni mluvit tak, že magicky rozechvějí vzduch v jejich blízkosti. T'lan Imasský "hlas" připomíná šepot, je přirovnáván k šustění padajícího listí nebo prachu. Protože se jim všechny měkké tkáně během tisíců let jejich existence dávno rozložily, nemají oči a nemohou normálně vidět, ale vnímají svět pomocí magické chodby Telann. Toto vnímají zahrnuje synestézii, kdy je T'lan Imass schopen vizuálně vnímat i zvuky nebo teplotu. Další jejich schopností je změnit se v prach a cestovat velmi rychle na dlouhé vzdálenosti vzduchem nebo pod zemí, a v cíli se opět vrátit do pevné podoby. Tuto schopnost využívají i v boji.
T'lan Imassové necítí bolest ani strach, nepotřebují spánek, vodu ani potravu. Nemohou být v pravém smyslu zabiti, ale nedokáží se ani léčit. Je-li některý z nich poškozen natolik, že ztratí schopnost pohybu či boje, je zpravidla svými druhy rozsekán na kusy a jeho hlava položena na místo, odkud může pozorovat krajinu. Pokud však předtím selhal v úkolu, kterým byl pověřen, anebo se dopustil hanebného konání, je místo toho zakopán pod zem nebo vhozen do temné jeskyně. Kázeň a poslušnost v rámci kmene je mezi T'lan Imassy velmi přísná, rozkazy kmenového vůdce nebo šamana-kostěje mají váhu zákona, přesto i mezi nimi existuji různí rebelové či vyhnanci.
T'lan Imassové jsou díky svým schopnostem strašlivými nepřáteli, ale většinou jsou mírumilovní a k lidem se chovají ohleduplně, či prostě lhostejně, přestože ti se jich z pochopitelných důvodů často bojí nebo štítí. Mnoho z nich lituje krutostí napáchaných během jaghutských válek i samotného Obřadu, a pochybuje o smyslu své další existence, případně touží po zapomnění.

### Další příklady
Upíří deníky, Blade, Hotel Transylvánie, Van Helsing, Buffy, přemožitelka upírů, Hellsing, Svatba upírů
Živí mrtví, Highschool of the Dead, Já, legenda, Soumrak mrtvých
O zvířátkách pana Krbce - duch Ruprecht, Ať žijí duchové!,
Tokijský ghúl
Overlord

#### Divadlo
- William Shakespeare: Macbeth – zjevení zavražděného šlechtice Banqua králi Macbethovi. Nikdo kromě krále přízrak nevidí.

#### Film
- Petr Zelenka: Knoflíkáři – v jedné z filmových povídek se objevuje duch pilota, který svrhl atomovou pumu na město Hirošima.
- Randall a Hopkirk – detektivní seriál, v němž jeden z detektivů je duch.
- Alejandro Amenábar: Ti druzí (Los Otros) – matka se dvěma dětmi si najme do svého domu na samotě tři služebníky. Postupně začíná mít pocit, že jde o oživlé mrtvé.
- Tim Burton: Beetlejuice – hororová komedie o manželích, kteří zemřou při autonehodě a jejich duchové zůstanou uvězněni v jejich domě, kde se musejí potýkat s nově nastěhovanou rodinou.
- Tim Burton: Mrtvá nevěsta (Corpse Bride) – nesmělý mladý muž omylem nasadí svatební prsten zemřelé dívce, čímž se dostane do světa mrtvých. Celkově se ve filmech Tima Burtona často objevuje motiv stírání hranice mezi životem a smrtí.
- Sam Raimi: Evil Dead – horrorový příběh, v němž je skupina pěti studentů postupně posednuta zlými duchy.
- Ivan Reitman: Krotitelé duchů (Ghostbusters).
- Wisit Sasanatieng: Občan pes (Mah Nakorn) – ve surrealistickém filmu se mimo jiné objevuje zombie taxikáře, který odmítl zemřít, protože rád jezdí na motocyklu.
- M. Night Shyamalan: Šestý smysl (The Sixth Sense) – horror o chlapci, který dokáže vidět mrtvé.
- Gregor Verbinski: Piráti z Karibiku – posádka Černé perly je typický příklad nemrtvých, jimž prokletí znemožňuje zemřít.
- Jerry Zucker: Duch (Ghost) – hlavní hrdina je zavražděn, avšak nedokáže opustit svou snoubenku a snaží se ji chránit. Pomáhá mu v tom (původně podvodná) věštkyně, která jako jediná slyší jeho hlas.